# فریدون ارفع
فریدون ارفع پژوهشگر ایرانی و استاد کرم‌شناسی دانشگاه تهران بود. او برای تدوین کتاب کرم‌شناسی پزشکی در سال ۱۳۵۱ برندهٔ جایزه سلطنتی کتاب سال شد.